# Projet de référendum constitutionnel aux îles Féroé
Un référendum sur une nouvelle constitution devrait avoir lieu dans les Îles Féroé à une date indéterminée, après avoir été initialement prévu pour le 25 avril 2018. 
Il a été annoncé en 2017 par le Premier ministre féroïen Aksel V. Johannesen, mais reporté faute d'une entente entre les partis féroïens sur le contenu de la constitution.

## Objet
La nouvelle constitution élargirait grandement l'autonomie du territoire et permettrait à sa population de se prononcer à terme sur une éventuelle indépendance.